# Попович, Давид
Да́вид По́пович (рум. David Popovici, румынское произношение: ['david’popovitʃʲ]; род. 15 сентября 2004, Бухарест) — румынский пловец, специализирующийся в плавании вольным стилем на дистанциях 100 и 200 метров. Олимпийский чемпион 2024 года на дистанции 200 метров вольным стилем, четырёхкратный чемпион мира, 4-кратный чемпион Европы.
В 2022—2024 годах был мировым рекордсменом на дистанции 100 метров вольным стилем.

## Карьера
В возрасте 16 лет дважды побил мировой рекорд среди юниоров на дистанции 100 м вольным стилем на чемпионате Европы по плаванию среди юниоров 2021 года в Риме, Италия. Это выступление сделало Поповича самым быстрым человеком-пловцом в мире на 2021 год, обогнав Климента Колесникова .
Прошёл квалификацию на летних Олимпийских играх 2020 в Токио, будучи самым молодым членом румынской сборной. На Олимпийских играх занял 40-е место на дистанции 50 метров вольным стилем, седьмое место на дистанции 100 метров вольным стилем и 4-е место на дистанции 200 метров вольным стилем. На дистанции 200 метров вольным стилем в финале установил рекорд Румынии (1:44.68) и всего 0,02 сек уступил в борьбе за бронзу бразильцу Фернандо Шефферу, установившему рекорд Южной Америки.
28 сентября 2021 года бухарестское «Динамо» объявило, что они достигли соглашения о переходе Поповича из «Стяуа Бухарест».
20 июня 2022 года стал вторым самым молодым пловцом, выигравшим соревнования на дистанции 200 метров вольным стилем среди мужчин на чемпионате мира (после Тима Шоу), ему было всего 17 лет и 278 дней.
13 августа 2022 года стал самым молодым рекордсменом мира на дистанции 100 метров вольным стилем в истории, остановив часы на отметке 46,86 на чемпионате Европы в Риме, побив мировой рекорд Сезара Сьелу, который продержался 13 лет.
На чемпионате мира 2023 года в Фукуоке стал шестым на дистанции 100 метров вольным стилем и четвёртым на дистанции 200 метров вольным стилем.
На чемпионате Европы 2024 года в Белграде сделал золотой дубль на дистанциях 100 и 200 метров вольным стилем.
29 июля 2024 года стал выиграл золото на дистанции 200 метров на Олимпийских играх в Париже. В финале проплыл за 1:44,72 (на 0,19 сек медленнее, чем в полуфинале) и всего на 0,02 сек опередил британца Мэттью Ричардса.
10 сентября 2024 года награждён орденом «За спортивные заслуги» I степени.
В 2025 году на чемпионате мира в Сингапуре стал чемпионом на дистанциях 100 и 200 метров вольным стилем. 

## Личные рекорды
Бассейн 50 метров
| Дистанция | Время   | Соревнование                                    | Локация  | Дата       | Примечание |
| --------- | ------- | ----------------------------------------------- | -------- | ---------- | ---------- |
| 50 м в/с  | 22,16   | Чемпионат Европы по плаванию среди юниоров 2022 | Отопень  | 08.07.2022 |            |
| 100 м в/с | 46,51   | Чемпионат Мира по плаванию 2025                 | Сингапур | 31.07.2025 | CR         |
| 200 м в/с | 1:42,97 | Чемпионат Европы по водным видам спорта 2022    | Рим      | 15.08.2022 | WJR NR     |

Бассейн 25 метров
| Дистанция | Время    | Соревнование           | Локация | Дата       | Примечание     |
| --------- | -------- | ---------------------- | ------- | ---------- | -------------- |
| 100 м в/с | 00:46,77 | Кубок мира по плаванию | Казань  | 29.10.2021 |                |
| 200 м в/с | 01:42,12 | Чемпионат Европы       | Казань  | 06.10.2021 | Рекорд Румынии |